# Iwona Sobotka
Iwona Sobotka, poljska sopranistka, * 19. oktober 1981.
Iwona Sobotka je leta 2005 diplomirala na Akademiji Frederica Chopina v Varšavi. Med letoma 2003 in 2006 je študirala tudi v Madridu pri slavnem umetniku in pedagogu Tomu Krauseju. Med njene dosežke na mednarodnih tekmovanjih sodi prva nagrada na tekmovanju Poljske narodne pesmi (2001), prva nagrada na tekmovanju I. J. Paderewskega (2003), grand prix na Mednarodnem tekmovanju kraljice Elizabete v Belgiji (2004), prva nagrada na »Avdiciji umetnikov Vzhoda in Zahoda« v New Yorku (2004) pa je vključevala tudi recital v sloviti newyorški dvorani Carnegie Hall. Njena prva samostojna zgoščenka vsebuje zaokrožen opus samospevov Karola Szymanowskega in je bila leta 2005 nagrajena kot najboljši zvočni posnetek poljske glasbe. Njena druga zgoščenka je nastala v sodelovanju z založbo EMI, z dirigentom Simonom Rattlom in Birminghamskim orkestrom je posnela “Pesmi pravljične princese” Karola Szymanovskga. V razmeroma kratkem času svoje dosedanje kariere je nastopila s številnimi znanimi orkestri in dirigenti, mednje sodijo sir Colin Davis, sir Simon Rattle, Joji Hattori, Alessandro De Marchi, Marc Soustrot, Paul Goodwin, Agnieszka Duczmal, Kazimierz Kord in Jerzy Maksymiuk. Nastopala je na številnih uglednih koncertnih in opernih odrih: v Carnegie Hallu, dvorani Konzerthausa na Dunaju, v Palači lepih umetnosti v Bruslju, tokijski operi, Teatru Real v Madridu itd. Iwona Sobotka je leta 2008 debitirala tudi v pariški Nacionalni operi kot Ygraine v operi Ariana in Sinjebradec  Paula Dukasa pod taktirko Sylvaina Cambrelinga. 